# Giuseppe Bognanni
Giuseppe Bognanni (n. 18 iulie 1947, Riesi, Sicilia, Italia) este un luptător ce a reprezentat Italia, medaliat olimpic. A participat la două ediții ale Jocurilor Olimpice (1972, 1976) în care a câștigat o medalie de bronz.